# Списак епизода серије Трачара

Трачара је тинејџерско-драмска телевизијска серија чија је премијера била 19. септембра 2007. године у Сједињеним Државама The CW-у. Серија Трачара је заснована на истоименој серији књига за младе Сесили фон Зигесар и развили су је за телевизију творци серије Округ Оринџ Џош Шварц и Стефани Севиџ. Серија прати животе младе, богате и друштвене елите која живи на Горњоисточној страни Менхетна, а приповеда је невиђени и наизглед свезнајући лик, „Трачара”, чији је блог међу ликовима нашироко читан.
Приказано је укупно 121 епизода преко шест сезона серије Трачара, између 19. септембра 2007. и 17. децембра 2012. године.

## Преглед серије
| Сезона | Сезона | Епизоде | Епизоде | Оригинално емитовање | Оригинално емитовање | Просечна гледаност (у милионима) |
| Сезона | Сезона | Епизоде | Епизоде | Премијера            | Финале               | Просечна гледаност (у милионима) |
| ------ | ------ | ------- | ------- | -------------------- | -------------------- | -------------------------------- |
|        | 1.     | 18      | 18      | 19. септембар 2007.  | 19. мај 2008.        | 2.6                              |
|        | 2.     | 25      | 25      | 1. септембар 2008.   | 18. мај 2009.        | 2.8                              |
|        | 3.     | 22      | 22      | 14. септембар 2009.  | 17. мај 2010.        | 2.0                              |
|        | 4.     | 22      | 22      | 13. септембар 2010.  | 16. мај 2011.        | 1.6                              |
|        | 5.     | 24      | 24      | 26. септембар 2011.  | 14. мај 2012.        | 1.2                              |
|        | 6.     | 10      | 10      | 8. октобар 2012.     | 17. децембар 2012.   | 0.9                              |

## Епизоде

### 1. сезона (2007–08)
Трачара (1. сезона)

### 2. сезона (2008–09)
Трачара (2. сезона)

### 3. сезона (2009–10)
Трачара (3. сезона)

### 4. сезона (2010–11)
Трачара (4. сезона)

### 5. сезона (2011–12)
Трачара (5. сезона)

### 6. сезона (2012)
Трачара (6. сезона)